# Regimentul 24 Artilerie (1916-1918)
Regimentul 24 Artilerie a fost o unitate de artilerie de nivel tactic, care s-a constituit la 14/27 august 1916, prin mobilizarea unităților și subunităților existente la pace. Regimentul era dislocat la pace în garnizoana Botoșani. :p. 377 
Regimentul a făcut parte din organica Diviziei 14 Infanterie. La intrarea în război, Regimentul 24 Artilerie a fost comandat de colonelul Emil Sachelaride. Regimentul 24 Artilerie a participat la acțiunile militare pe frontul român, pe toată perioada războiului, între 14/27 august 1916 - 28 ocotmbrie/11 noiembrie 1918.

## Participarea la operații

### Campania anului 1917
În campania din anul 1917 Regimentul 24 Artilerie a făcut parte din organica Brigăzii 14 Artilerie alături de  Regimentul 29/4 Obuziere, participând la acțiunile militare în dispozitivul de luptă al Diviziei 14 Infanterie, în principal la Bătălia de la Mărășești. În această campanie, regimentul a fost comandat de colonelul Gheorghe Vlădescu.

## Comandanți
- Colonel Emil Sachelaride
- Colonel Gheorghe Vlădescu